# Ланкийско-мексиканские отношения
Ланкийско-мексиканские отношения — двусторонние дипломатические отношения между Шри-Ланкой и Мексикой. Государства являются членами Организации Объединённых Наций.

## История
19 апреля 1960 года страны установили дипломатические отношения. В июне 1975 года премьер-министр Шри-Ланки Сиримаво Бандаранаике посетила Мехико, чтобы принять участие в первой Всемирной конференции по положению женщин. В июле 1975 года президент Мексики Луис Эчеверриа осуществил государственный визит на Шри-Ланку. В ходе визита он встретился с премьер-министром Шри-Ланки Сиримаво Бандаранаике и обсудил двусторонние вопросы и международные отношения, представляющие общий интерес. Оба лидера решили продолжить диалог, начатый во время официального визита премьер-министра Шри-Ланки в Мексику в июне 1975 года. Они выразили удовлетворение растущими связями между Мексикой и Шри-Ланкой и пришли к согласию ещё больше укрепить их, особенно в областях торговли, культуры, науки и технологий. В августе 1976 года министр иностранных дел Мексики Альфонсо Гарсиа Роблес нанес визит на Шри-Ланку для участия в конференции Движения неприсоединения в Коломбо.
В 1995 году Мексика открыла почётное консульство в Коломбо. В сентябре 2010 года заместитель министра иностранных дел Гитанджана Гунавардена представляла Шри-Ланку на праздновании двухсотлетия Мексики. В ноябре 2010 года заместитель министра иностранных дел Шри-Ланки Гитанджана Гунавардена снова посетила Мексику, чтобы принять участие в четвёртом Глобальном форуме по миграции и развитию, проходящем в Пуэрто-Вальярте. Она встретилась с заместителем министра иностранных дел Мексики Лурдес Аранда Безаури, и они сошлись на необходимости расширения двусторонних контактов посредством взаимных визитов и встреч на многосторонних форумах с целью расширения взаимопонимания между двумя странами и продвижения вопросов, представляющих общий интерес. В декабре 2010 года министр окружающей среды Шри-Ланки Ранепура Самаратунга нанёс визит в Мексику для участия в Конференции Организации Объединённых Наций по изменению климата.
В 2012 году Шри-Ланка открыла почётное консульство в Мехико. С 2017 года правительство Мексики ежегодно предлагает стипендии гражданам Шри-Ланки для обучения в аспирантуре в высших учебных заведениях страны.

## Торговля
В 2018 году объём товарооборота между странами составил сумму 237 миллионов долларов США. Экспорт Мексики на Шри-Ланку: табак, фармацевтические продукты, техника и электронное оборудование. Экспорт Шри-Ланки в Мексику: кофе, чай, корица, каучук и текстиль.

## Дипломатические миссии
- Интересы Мексики на Шри-Ланке представлены через посольство в Нью-Дели (Индия) и почётное консульство в Коломбо[10].
- Шри-Ланка реализует интересы в Мексике через посольство в Вашингтоне (США) и почётное консульство в Мехико[11].